# Adonara

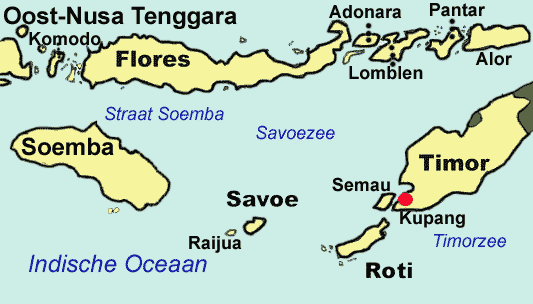
Localização da ilha na província de Sonda Oriental.

Adonara (em indonésio:  Pulau Adonara) é uma ilha das Pequenas Ilhas de Sonda na Indonésia. A ilha, que tem uma área de 497 km2. possui cerca de 60 mil habitantes, administrativamente faz parte da província de Sonda Oriental.

## História
No século XVI os portugueses foram os primeiros europeus a chegarem à região e reclamaram, entre outras coisas Adonara como parte de seu território. Naquela época, a população da ilha era pequena, havia apenas sete ou oito povos. Em 1599, duas igrejas foram construídas em Adonara. No mesmo século, foram habitadas por um grupo cristão no meio de todos os povos animistas. Desde 1650 a ilha fazia parte de um reino local. Em 1851 o governador das possessões portuguesas no âmbito das Pequenas Ilhas da Sonda José Joaquim Lopes de Lima, vendeu a ilha juntamente com outras áreas para os Países Baixos. Este ato foi confirmado oficialmente pelo Tratado de Lisboa, em 1859. Os principados de Larantuca e Adonara foram abolidas pelo governo indonésio em 1962. Algum tempo após a independência as autoridades locais ainda estavam enraizados no governantes passados, chamado Raja.
A ilha também é conhecida pela alcunha de Ilha dos assassinos, porque no passado prolongou-se durante centenas de anos brigas entre as nações da costa e a população das montanhas, que causaram muitas vítimas.

## Geografia
A ilha está situada entre a ilha de Flores, a oeste e a ilha de Lembata, anteriormente conhecida como Lomblen, a leste (separada pelo Estreito de Lamakera). Junto a estas duas ilhas, e outras menores formam o Arquipélago de Solor. Adonara tem uma área de aproximadamente 497 km2. e uma costa de 104,6 km. Em sua maioria montanhosa, na ilha encontra-se o monte mais alto de todo o arquipélago (o Ili Boleng de 1659 metros).
O centro administrativo de Adonara é a cidade de Waiwerang.

## Economia
A economia baseia-se principalmente na agricultura (arroz, milho, coco) e na pesca. A cidade principal é sagu, localizada na costa norte.